# 13G busz (Székesfehérvár)
A székesfehérvári 13G jelzésű autóbusz az Autóbusz-állomás és a Babér utca között közlekedik munkanapokon, csúcsidőben. Gyorsjárat, csak a fontosabb megállókban áll meg. Iskolai előadási napokon többlet menetek indulnak az Autóbusz-állomás és a Tejüzem között, amelyek főleg az Árpád Szakképző Iskolát és az Alföldi Tej Kft.-t szolgálják ki. A viszonylatot a MÁV Személyszállítási Zrt. üzemelteti.

## Története
2014. június 28-ától a Zsurló utca helyett a Babér utcában van a végállomása. Az Alba Ipari Zóna jelentős bővülése indokolttá tette, hogy a Babér utcába tereljenek több buszjáratot is, a 13G-n kívül a 13, 13A és 16-os buszoknak is az Alba Ipari Zóna, Babér utca lett a végállomása. A régi végállomáshoz (Alba Ipari Zóna, Zsurló utca) az újonnan létrehozott 13Y busz járt, ami a 13G busszal azonos útvonalon közlekedett a végállomása előtti megállóig.
A 2024. április 2-ai menetrendváltozással ezen járat kivételével a vonalcsalád összes többi vonala megszűnt. Az új menetrenddel a buszok immár megállnak a Prohászka Ottokár templom és Kinizsi utca megállókban, és a Babér utca felé betérnek a Zsurló utcához.

## Járművek
A nagy utasforgalom miatt általában csuklós járművek közlekednek a járatokon. Ikarus 280, Ikarus C80, Mercedes-Benz O345G Conecto és Volvo  7000A autóbuszok. Csúcsidőn kívül helyközi Ikarus 256 szólóbusz is előfordulhat.

## Útvonala
| Babér utca felé | Autóbusz-állomás felé |
| Tejüzem felé | Autóbusz-állomás felé |
| --- | --- |
| Autóbusz-állomás vá. – Piac tér – Vörösmarty tér – Széchenyi utca – Horvát István utca – Prohászka Ottokár út – Béke tér – Mártírok útja – Seregélyesi út – Tejüzem vá. – Seregélyesi út – Repkény utca – Zsurló utca – Repkény utca – Babér utca – Babér utca vá. | Tejüzem vá. – Seregélyesi út – Mártírok útja – Béke tér – Prohászka Ottokár út – Horvát István utca – Széchenyi utca – Vörösmarty tér – Piac tér – Autóbusz-állomás vá. |

## Megállóhelyei
| 0  | 0  | Autóbusz-állomás végállomás   | 12 | 10, 10G, 11, 11A, 12, 12A, 12Y, 14, 14G, 15, 15Y, 26, 26A, 26C, 26G, 36, 37, 38, 40, 41, 43, 44, 912 707, 718, 747, 748, 749, 750, 751, 757, 758, 759, 8000, 8001, 8002, 8010, 8011, 8013, 8030, 8032, 8033, 8035, 8037, 8039, 8040, 8046, 8047, 8048, 8049, 8050, 8055, 8060, 8062, 8065, 8066, 8067, 8068, 8069, 8070, 8078, 8080, 8086, 8090, 8092, 8093, 8095, 8096, 8097, 8098, 8099 1172, 1173, 1174, 1204, 1205, 1215, 1229, 1507, 1510, 1512, 1529, 1563, 1706, 1707, 1734, 1758, 1803, 1808, 1809, 1822, 1823, 1824, 1826, 1840, 1841, 1842, 1843, 1844, 1845, 1853 | Autóbusz-állomás, Alba Plaza, Belváros                                            |
| 2  | 2  | Református Általános Iskola   | 8  | 11, 11A, 12, 12A, 12Y, 15, 15Y, 22, 23, 23E, 24, 25, 26, 26A, 36, 37, 38, 40, 41, 43, 44, 912 | Református templom, Talentum Református Általános Iskola, József Attila Kollégium |
| 4  | 5  | Prohászka Ottokár templom     | 6  | 20, 33, 34, 35, 36, 37, 38, 40, 41, 43, 44 |                                                                                   |
| 5  | 7  | Vasútállomás                  | 5  | 20, 31, 31E, 32, 33, 34, 35, 36, 37, 38, 40, 41, 43, 44 7315, 7398, 8010, 8011, 8013, 8082, 8086, 8092, 8093, 8624 S30 G30 Z30 S34 S35 G43 S150 S440 S450 IC, sebesvonat, gyorsvonat, expresszvonat | Vasútállomás, Vasvári Pál Gimnázium, Kodály Zoltán Általános Iskola és Gimnázium  |
| 6  | 9  | Kinizsi utca                  | 3  | 20, 37, 40, 41, 43, 44 |                                                                                   |
| 7  | 10 | Raktár utca                   | 2  | 16, 20, 37 | Ifjabb Ocskay Gábor Jégcsarnok                                                    |
| 9  | 12 | Tejüzem vonalközi végállomás  | 0  | 12Y, 16, 37, 42 8030, 8032, 8033, 8034, 8035, 8037, 8039 1823 | Alföldi Tej Értékesítő és Beszerző Kft., Árpád Szakképző Iskola és Kollégium      |
| 10 | 13 | Seregélyesi út 96.            | –  | 12Y, 16, 37, 42 8030, 8032, 8035, 8037, 8039 | Alufe Kft.                                                                        |
| 11 | 14 | Seregélyesi út 108.           | –  | 12Y, 16, 37, 42 8030, 8032, 8035, 8037, 8039 | ARÉV Út- és Mélyépítő Kft.                                                        |
| 12 | 16 | Repkény utca / Seregélyesi út | –  | 12Y, 16, 37, 42 8030, 8032, 8033, 8034, 8035, 8037, 8039 | Nehézfémöntöde Zrt.                                                               |
| 13 | 17 | Kaptár utca                   | –  | 12Y, 24 |                                                                                   |
| 14 | 18 | Zsurló utca                   | –  | 12Y, 24 |                                                                                   |
| 15 | 19 | Kálmos utca                   | –  | 12Y, 16, 24, 37, 42 |                                                                                   |
| 16 | 20 | Zsálya utca                   | –  | 12Y, 16, 24, 37, 42 |                                                                                   |
| 17 | 21 | Babér utca érkező végállomás  | –  | 12Y, 14G, 16, 20, 42 |                                                                                   |

cs: csúcsidőszak, hosszabb menetidő; pr: peremidőszak, rövidebb menetidő